# Christian Gómez (calciatore 1974)
Christian Gómez (Buenos Aires, 7 novembre 1974) è un ex calciatore argentino, di ruolo centrocampista.

## Palmarès

### Club

#### Competizioni nazionali
- Campionato MLS: 1

DC United: 2004
- MLS Supporters' Shield: 2

DC United: 2006, 2007
- Primera B Metropolitana: 1

Nueva Chicago: 2013-2014

### Individuale
- MLS Best XI: 3

2005, 2006, 2007
- MVP della Major League Soccer: 1

2006